# Emberiza impetuani
Emberiza impetuani е вид птица от семейство Овесаркови (Emberizidae).

## Разпространение
Видът е разпространен в Ангола, Ботсвана, Зимбабве, Лесото, Намибия и Южна Африка.